# Регіональне управління морської охорони ДПС України
Регіональне управління морської охорони (РУМО, в/ч 1568) — територіальний орган Держприкордонслужби України охороняє морську ділянку державного кордону України від Ізмаїла до Маріуполя.
Зона відповідальності управління Морської охорони включає 765 миль (1416,78 км) морської ділянки державного кордону України, з яких 509 миль (942,7 км) – Чорним морем, 132 милі (244,5 км) – Азовським та 26 миль (48 км) – Керченською протокою. Протяжність кордону по річці Дунай – 98 миль (181,5 км). Площа виключної (морської) економічної зони України (В(м)ЕЗ) сягає понад 21 000 квадратних миль. Після анексії АР Крим до тимчасово непідконтрольної території віднесено 413 миль (764,9 км) морського кордону, з яких 290 – в Чорному морі, 97 – в Азовському та 26 миль Керченської протоки. У В(м)ЕЗ – понад 15 000 квадратних миль.

## Історія
До кінця 2018 року, за наказом президента України, було розгорнуто нове регіональне управління Морської охорони ДПСУ.
23 серпня 2020 року, у День Державного Прапора України, Регіональному управлінню Морської охорони Державної прикордонної служби України було вручено Бойовий прапор.

## Структура
Чорне море
- Ізмаїльський загін морської охорони (м. Ізмаїл)
- Одеський загін морської охорони (м. Одеса)

Азовське море
- Маріупольський загін морської охорони (м. Маріуполь)

Навчальні частини
- Навчальний центр морської охорони (м. Ізмаїл)

## Командування
- контр-адмірал Костур Олег Іванович (2018 — 20?? рр.)